# Protobothrops sieversorum
Espèce
Synonymes
- Triceratolepidophis sieversorum
Ziegler, Herrmann, David, Orlov & Pauwels, 2000

Statut de conservation UICN

 EN B1ab(iii) : En danger
Protobothrops sieversorum est une espèce de serpents de la famille des Viperidae.

## Répartition
Cette espèce est endémique de la province de Quảng Bình au Viêt Nam.

## Description
C'est un serpent venimeux.

## Publication originale
- Ziegler, Herrmann, David, Orlov & Pauwels, 2000 : Triceratolepidophis sieversorum, a New Genus and Species of Pitviper (Reptilia: Serpentes: Viperidae: Crotalinae) from Vietnam. Russian Journal of Herpetology, vol. 7, n. 3, p. 199-214.